# Lycaena gordius-naryna
Lycaena gordius-naryna är en fjärilsart som beskrevs av Charles Oberthür. Lycaena gordius-naryna ingår i släktet Lycaena och familjen juvelvingar. Inga underarter finns listade i Catalogue of Life.